# Hydrobryum
Hydrobryum là một chi thực vật có hoa trong họ Podostemaceae.

## Loài
Chi Hydrobryum gồm các loài: